# Helden
Helden (original: Arms and the Man) ist ein Theaterstück des irisch-englischen Dramatikers George Bernard Shaw. Die Uraufführung fand am 21. April 1894 im Londoner Avenue Theatre statt.
Der originale Titel Arms and the Man spielt auf die erste Zeile von Vergils Aeneis an, diese lautet: Arma virumque cano … (dt. nach Johann Heinrich Voß: Waffen ertönt mein Gesang und den Mann …)

## Inhalt
Das Theaterstück spielt während des Serbisch-Bulgarischen Krieges im Jahre 1885. Der in serbischen Söldnerdiensten stehende Schweizer Artilleriehauptmann Bluntschli wird mit seinem Geschütz vom bulgarischen Kavallerieoffizier Sergius und dessen Reitern angegriffen. Da Bluntschli den falschen Munitionstyp mitführt, gelingt die eigentlich selbstmörderische Attacke, und der Schweizer flieht vom Schlachtfeld. Er gerät dabei in das Haus von Raina, der Verlobten von Sergius. Raina versteckt den offenbar harmlosen Mann, der aus seiner Kriegsunlust keinen Hehl macht und „wie jeder erfahrene Soldat“ in seiner Patronentasche lieber Schokolade als Munition mit sich trägt. Weil ihm erstere aber gerade ausgegangen ist, versorgt Raina ihn mit Nachschub und borgt ihm für die Flucht eine Jacke. Als der Hauptmann diese nach Ende des Krieges zurückbringt, ist Sergius bereits im Triumph aus der Schlacht zurückgekehrt, und nun fordert er Bluntschli zum Duell. Das weiß dieser jedoch zu verhindern, indem er droht, den wahren Verlauf der Schlacht zu verraten, dass Sergius nämlich nur gewonnen habe, weil Bluntschlis Kanone versagte. Weil die fesche Magd Louka schon seit einiger Zeit Rainas Misstrauen in den alten Haudegen geschürt hat, finden letztlich Bluntschli und Raina zusammen, die Magd bekommt ihren Sergius, und somit endet alles in Wohlgefallen.

## Aufführungen, Adaptionen
- 1908 schrieb Oscar Straus eine Operette nach dem Stück unter dem Titel Der tapfere Soldat (Alternativtitel: Der Pralinesoldat).
- 1921 erfuhr das Stück in einer Burgtheater-Produktion (Regie, Hauptrolle: Max Paulsen; Abendregie: Carl von Zeska) am Schönbrunner Schlosstheater, Wien, Textstreichungen, als alle Bezüge auf eine bestimmte Nationalität in der Form getilgt wurden, dass unter anderem Worte wie bulgarisch, serbisch, russisch, Bulgarien, Sofia nicht mehr gesprochen wurden. Der Entscheidung waren im Schlosstheater Protestkundgebungen der bulgarischen Studentenschaft vorausgegangen,[1] die die unzeitgemäße Aufführung des Stücks zum Gegenstand hatten.[2] Aufgrund einer diplomatischen Intervention wurde die Komödie nach einigen wenigen Aufführungen abgesetzt[3] und der Spielplan entsprechend geändert[4].
- 1958 wurde das Theaterstück unter gleichem Titel verfilmt, siehe Helden (Film).
- 1972 schrieb Udo Jürgens das Musical mit dem Titel „Helden, Helden“ in zwei Akten, das ebenfalls auf Shaws Stück basiert. Es wurde, mit Michael Heltau und Gabriele Jacoby in den Hauptrollen, am 28. Oktober 1972 im Theater an der Wien uraufgeführt.[5] Bei den Kritikern traf es auf unterschiedliche Resonanz.[6] Das Musical wurde vom Orchester des Theaters an der Wien auch auf Langspielplatte eingespielt.
- 1986 verfilmte Max Peter Ammann das Buch erneut für das Schweizer Fernsehen mit dem Kabarettisten Emil Steinberger in der Hauptrolle des Hauptmann Bluntschli und Friedrich Karl Praetorius als Sergius.